# Тернопільські джерела
Терно́пільські джере́ла — гідрологічні пам'ятки природи місцевого значення в Україні.

## Розташування
У межах парку «Сопільче» на правому березі р. Серет з боку мікрорайону «Дружба»
- джерело № 1 — у районі цегельного заводу ВАТ «Керамік»,
- джерело № 2 — за 150 м вище від нижнього пішохідного мосту,
- джерело № 3 — за 180 м вище від нижнього пішохідного мосту,
- джерело № 4 — за 130 м нижче центрального пішохідного мосту,
- джерело № 5 — за 35 м вище від центрального пішохідного мосту.

## Пам'ятка
Оголошені об'єктами природно-заповідного фонду рішенням виконкому Тернопільської обласної ради від 18 березня 1994 року. Перебувають у віданні ДКП «Об'єднання парків культури і відпочинку».

## Характеристика
Площі джерел — по 0,01 га.
Під охороною — джерела питної води. Мають науково-пізнавальну, естететичну, оздоровчу та господарську цінність.

## Галерея

### Джерело №1

Джерело № 1
Джерело № 1
Джерело № 1

### Джерело №2

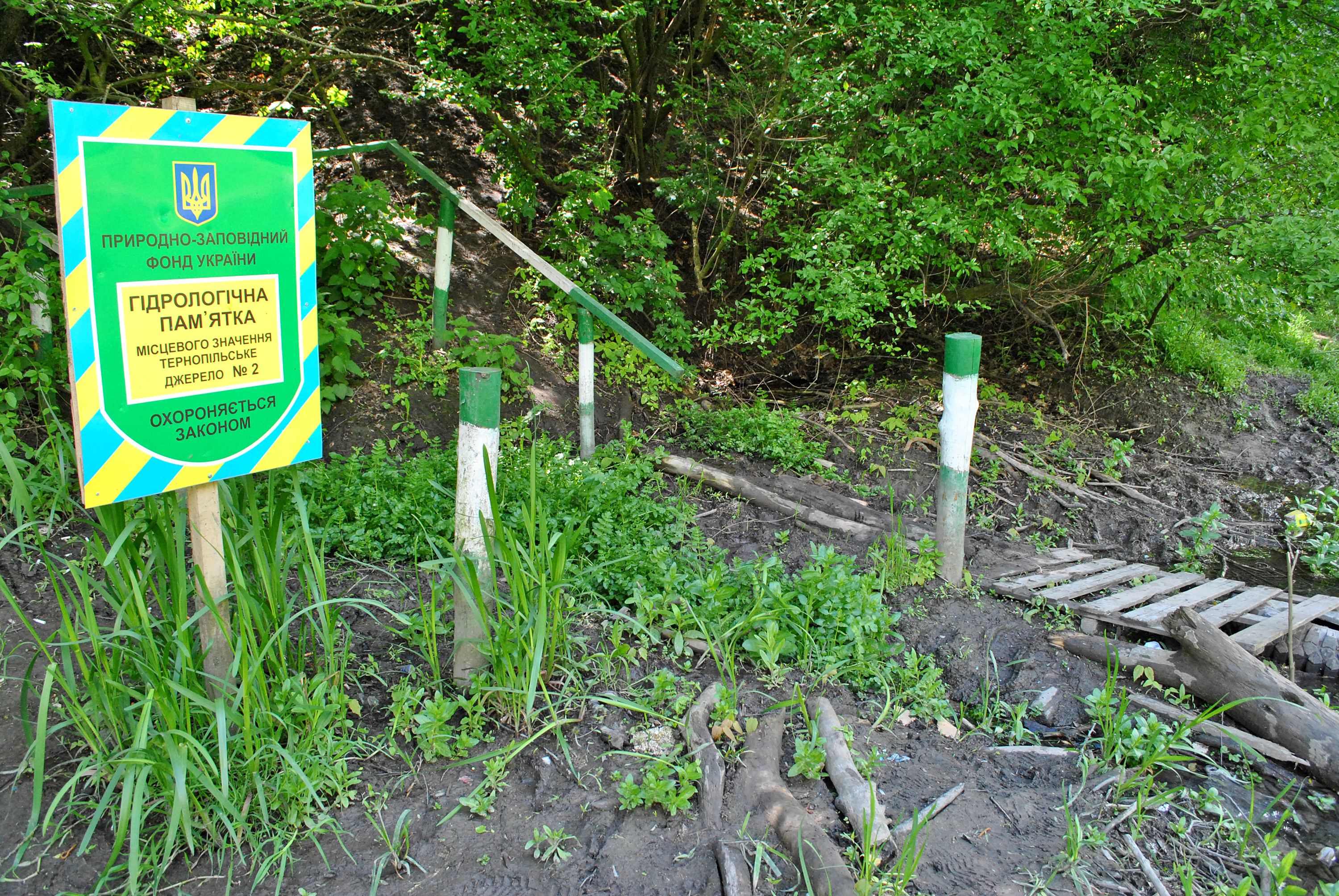
Джерело № 2
Джерело № 2
Джерело № 2

### Джерело №3

Джерело № 3
Джерело № 3
Джерело № 3

### Джерело №4

Джерело № 4, місце купання тернопільських «моржів»
Джерело № 4

### Джерело №5

Джерело № 5
Джерело № 5
Джерело № 5